# Katie Crown
Katie Crown (Oakville, 9 de abril de 1985) é uma atriz de voz e roteirista canadense mais conhecida por dar voz a Izzy no reality show Total Drama (2007–2013), na qual ela reprisou o mesmo papel em Total DramaRama (2018–2023), e Tulip no filme de comédia Storks (2016), o último do qual lhe rendeu uma indicação ao prêmio Annie de Melhor Realização em Dublagem em uma Produção de Longa-Metragem.
Crown também é conhecida por dar voz a Fin McCloud na série de comédia adolescente Stoked (2009–2013) da Fresh TV, Mary Wendle e Melanie Baker na série de comédia de aventura Clarence (2014–2018) da Cartoon Network e Ivy Sundew na série de comédia de aventura e fantasia Amphibia (2019–2022) do Disney Channel. Atualmente, ela dubla Harley na série de comédia Bob's Burgers da Fox (2014-presente) e faz parte da equipe de roteiristas desde 2019.

## Carreira
Em 2013, a empresa de financiamento automotivo DriveTime contratou Crown, juntamente com Nicole Randall Johnson, para uma campanha publicitária chamada DriveTime Girls.

## Filmografia

### Animação
| Ano           | Título                         | Papel                                                                          | Notas                                                            |
| ------------- | ------------------------------ | ------------------------------------------------------------------------------ | ---------------------------------------------------------------- |
| 2007–2013     | Total Drama                    | Izzy                                                                           |                                                                  |
| 2009–2011     | Kid vs. Kat                    | Estelle                                                                        |                                                                  |
| 2009–2011     | Jimmy Two-Shoes                | Aunty Pomegranate, Mama Bird, Mrs. Panda Monster                               |                                                                  |
| 2009–2013     | Stoked                         | Fin McCloud                                                                    |                                                                  |
| 2009–2010     | Spliced                        | Patricia                                                                       |                                                                  |
| 2010, 2012    | Skatoony                       | Izzy                                                                           | Episódios: "Pirates" and "Trash Talk"                            |
| 2012–2015     | Barbie: Life in the Dreamhouse | Teresa                                                                         |                                                                  |
| 2013          | Barbie in the Pink Shoes       | Hailey                                                                         |                                                                  |
| 2013          | Adventure Time                 | Blargetha                                                                      |                                                                  |
| 2013          | Sanjay and Craig               | N/A                                                                            | Roteirista                                                       |
| 2014–2018     | Clarence                       | Mary, Ms. Baker, others                                                        | Também roteirista                                                |
| 2014          | Barbie: The Pearl Princess     | Kuda                                                                           |                                                                  |
| 2014–2016     | American Dad!                  | Tina, Nurse, Audience Member, Samantha, Meredith's Assistant, vozes adicionais |                                                                  |
| 2014–presente | Bob's Burgers                  | Harley                                                                         |                                                                  |
| 2016          | Star vs. the Forces of Evil    | N/A                                                                            |                                                                  |
| 2016          | Storks                         | Tulip                                                                          | Nominated – Annie Award for Voice Acting in a Feature Production |
| 2017–2019     | Too Loud                       | Fan Girl                                                                       |                                                                  |
| 2018–2023     | Total DramaRama                | Izzy                                                                           |                                                                  |
| 2019–2022     | Amphibia                       | Ivy Sundew                                                                     |                                                                  |
| 2020–2022     | Cleopatra in Space             | Akila                                                                          |                                                                  |
| 2020          | Wild Help                      | Dandy, Bebe, Yeti Mom                                                          | Piloto                                                           |
| 2022          | The Bob's Burgers Movie        | Additional voices                                                              | also executive producer                                          |

### Live action
| Ano       | Título            | Papel               | Notas                                         |
| --------- | ----------------- | ------------------- | --------------------------------------------- |
| 2007      | The Jon Dore T    | Narrador            | Ep. "DST"                                     |
| 2009      | Hotbox            |                     | também escritor e editor de histórias         |
| 2012      | Conan             | Membro da audiência | Ep. "MELF Hunters 3: North Polin'"            |
| 2013      | O Podcast Nerdist |                     |                                               |
| 2013      | Nathan For You    |                     | também escritor, produtor e consultor         |
| 2014-2015 | Kroll Show        | Angela Mackenzie-Ng | estrela convidada recorrente (três episódios) |